# Seán McCarthy (Politiker, 1889)
Seán McCarthy  (auch: Seán MacCarthy, * 1889 in Upton County Cork; † 14. März 1974 in Cork) war ein irischer Politiker der Fianna Fáil, der zwischen 1944 und 1948 sowie zwischen 1951 und 1965 Teachta Dála (Abgeordneter) des Unterhauses (Dáil Éireann) im Oireachtas war. McCarthy war mehrfach Lord Mayor of Cork.

## Leben
McCarthy war Lehrer. Von 1932 bis 1935 war er Vorsitzender der Gaelic Athletic Association. Er kandidierte erstmals bei den Wahlen 1943 im Wahlkreis Cork South-East, wurde jedoch nicht gewählt. Erst bei den Wahlen 1944 wurde er dann in den Dáil Éireann gewählt, er konnte den Sitz allerdings bei den Wahlen 1948 nicht verteidigen. Seinen Sitz konnte er bei den Wahlen 1951 dann im Wahlkreis Cork Borough zurück erlangen. Bei den Wahlen 1954 trat er dann im Wahlkreis Cork South an und seinen Sitz ebenso verteidigen wie bei den Wahlen 1957. 1961 trat er im Wahlkreis Cork Mid an und wurde gewählt. 
bei den nachfolgenden Wahlen trat er nicht mehr an. Er war lange Zeit Mitglied der Cork Corporation und von 1949 bis 1951, von 1958 bis 1959, von 1963 bis 1964 und von 1966 bis 1967 Lord Mayor of Cork.